# Хосе Переда
Хосе Переда (ісп. José Pereda, нар. 8 вересня 1973, Ліма) — перуанський футболіст, що грав на позиції півзахисника за низку перуанських клубних команд, аргентинський «Бока Хуніорс», а також за національну збірну Перу.

## Клубна кар'єра
У дорослому футболі дебютував 1991 року виступами за команду «Універсітаріо де Депортес», в якій провів три сезони. 
Згодом з 1994 по 1998 рік грав у складі команд «Лон Тенніс», «Сьенсіано» та «Універсітаріо де Депортес».
1998 року перебрався до Аргентини, приєднавшись до лав «Бока Хуніорс». Відіграв за команду з Буенос-Айреса наступні чотири сезони своєї ігрової кар'єри.
Протягом 2002—2006 років знову грав на батьківщині, захищав кольори «Універсітаріо де Депортес», «Мельгар» та «Коронель Болоньесі».
Завершував ігрову кар'єру 2007 року у команді «Сьенсіано», у складі якої вже виступав раніше.

## Виступи за збірну
1996 року дебютував в офіційних матчах у складі національної збірної Перу. У складі збірної був учасником розіграшу Кубка Америки 1999 року в Парагваї.
Загалом протягом шестирічної кар'єри в національній команді провів у її формі 27 матчів, забивши 4 голи.